# Epiceraticelus fluvialis
Epiceraticelus fluvialis är en spindelart som beskrevs av Crosby och Bishop 1931. Epiceraticelus fluvialis ingår i släktet Epiceraticelus och familjen täckvävarspindlar. Inga underarter finns listade i Catalogue of Life.